# Krasnosilske, Velîka Oleksandrivka
Krasnosilske (în ucraineană Красносільське) este un sat în comuna Cearivne din raionul Velîka Oleksandrivka, regiunea Herson, Ucraina.

## Demografie
Componența lingvistică a localității Krasnosilske
     Ucraineană (96,34%)
     Română (2,44%)
     Rusă (1,22%)
Conform recensământului din 2001, majoritatea populației localității Krasnosilske era vorbitoare de ucraineană (96,34%), existând în minoritate și vorbitori de română (2,44%) și rusă (1,22%).